# 10744 Tsuruta
10744 Tsuruta (tên chỉ định: 1988 XO) là một tiểu hành tinh vành đai chính. Nó được phát hiện bởi Takuo Kojima ở YGCO Chiyoda Station ở Nhật Bản ngày 5 tháng 12 năm 1988. Nó được đặt theo tên Masatoshi Tsuruta, nhà thiên văn học Nhật Bản ở Saga, Saga Prefecture, Nhật Bản.